# Пристанище (озеро)
Пристанище — озеро на территории Гаринского городского округа Свердловской области России.

## Географическое положение
Озеро Пристанище расположено в муниципальном образовании «Гаринский городской округ» Свердловской области, в 12 км к востоку от деревни Кондратьева, около 550 км от Екатеринбурга. Озеро площадью 2,9 км², уровень воды — 64,5 метра.

## Описание
Озеро имеет поверхностный сток, реку Синтурка (левый приток река Лозьва). Берега местами заболочены и покрыты смешанным лесом, преимущественно пологие. В озере имеется сапропель, вводится щука, карась, окунь. Прибрежный камыш заселяют водоплавающие птицы, что делает озеро интересным и для рыбаков, и для охотников.
По соседству с Пристанищем располагаются озёра Синтур и Болтышево, такие же заболоченные и труднодоступные. Относится к бассейну реки Тавда.